# Jan Zahradníček (lední hokejista)
Jan Zahradníček (* 13. srpen 1996 Nový Jičín) je český hokejista. Hraje na postu obránce.

## Hráčská kariéra
- 2017/2018 HC Frýdek-Místek 1. liga, HC Oceláři Třinec ELH
- 2018/2019 HC Oceláři Třinec ELH, HC Frýdek-Místek 1. liga
- 2019/2020 HC Oceláři Třinec ELH, HC Frýdek-Místek 1. liga
- 2020/2021 HC Oceláři Třinec ELH
- 2021/2022 HC Oceláři Třinec ELH
- 2022/2023 HC Oceláři Třinec ELH
- 2023/2024 HC Kometa Brno ELH, Orli Znojmo 2. liga
- 2024/2025 VHK ROBE Vsetín 1. liga